# Lebogang Morula
Lebogang Morula, parfois écrit Lebohang, né selon les sources le 18 décembre 1966, ou le 22 décembre 1968 à Brits en Afrique du Sud, est un footballeur international sud-africain. Il évoluait au poste de milieu de terrain.

## Biographie
Lebogang Morula reçoit une sélection en équipe d'Afrique du Sud lors de l'année 1998. Figurant parmi les 23 joueurs appelés à disputer le mondial 1998 qui se déroule en France, il ne dispute pas une seule minute de jeu lors de cette compétition.